# Alvin Karpis
Alvin Francis Karpis (nacido como Albin Francis Karpavičius; Montreal, 10 de agosto de 1907-Torremolinos, 26 de agosto de 1979) fue un delincuente canadiense-estadounidense de ascendencia lituana, conocido por ser uno de los líderes de la banda Barker-Karpis en la década de 1930. 
Apodado «Creepy» por su siniestra sonrisa y «Ray» por los miembros de su banda, Karpis lideraba la banda junto con Fred Barker y Arthur «Doc» Barker. Sólo cuatro «enemigos públicos» recibieron el título de «Enemigo Público nº 1» del FBI, y él fue el único que fue capturado con vida. Los otros tres, John Dillinger, Pretty Boy Floyd y Baby Face Nelson, murieron antes de ser capturados. También fue el preso federal que más tiempo pasó encarcelado en la Prisión Federal de Alcatraz, cumpliendo veintiséis años de condena.

## Primeros años
Karpis nació en Montreal, Quebec, hijo de los inmigrantes lituanos John (Jonas) y Anna (Ona) Karpavičius. Pocos años después la familia se trasladó a Topeka, en el Estado de Kansas, donde el joven Karpis se inició en la delincuencia a la temprana edad de 10 años, relacionándose con jugadores, contrabandistas y proxenetas.
En 1926 fue condenado a 10 años en el reformatorio de Hutchinson por un intento de robo. Se fugó con otro recluso, Lawrence De Vol, y se dedicó a delinquir durante todo un año. Establecido en Kansas City, Misuri, fue sorprendido robando un coche y enviado de nuevo a prisión, siendo trasladado a la penitenciaría estatal de Kansas, en Lansing, donde conoció a Fred Barker, que estaba en prisión por robo de bancos. Barker era uno de los conocidos miembros de los «Barkers sangrientos» (Bloody Barkers), como los llamaban los periódicos de la época.
La familia Barker estaba formada por los hermanos Herman, Lloyd, Arthur («Doc») y Fred, hijos de Kate «Ma» Barker. Todos ellos crecieron empobrecidos en el seno de una familia de aparceros y pronto se convirtieron en criminales que robaban bancos y mataban sin reparo alguno. Doc fue condenado a cadena perpetua en 1920 tras asesinar a un vigilante nocturno. Herman se suicidó el 29 de agosto de 1927, después de resultar gravemente herido en un tiroteo con la policía en Wichita, Kansas. Lloyd fue condenado en 1922 a 25 años de prisión por robo de correo y liberado en 1938; ejerció como cocinero del ejército estadounidense en un campo de prisioneros de guerra y luego fue asesinado por su esposa en 1949.

## Carrera criminal
Cuando Alvin fue puesto en libertad en 1931, se unió a Fred Barker en Tulsa, Oklahoma, y pronto formaron la banda Barker-Karpis. La banda se convirtió en una de las más temidas de la década de 1930 y llegó a contar con más de 25 integrantes. El 19 de diciembre de 1931, Karpis y Fred Barker mataron al sheriff C. Roy Kelley, que estaba investigando el robo de una tienda en West Plains, Misuri. La banda, que incluía a Ma Barker y a su amante Arthur Dunlop, huyó a St. Paul, Minnesota.
Karpis fue descrito como el líder o «cerebro» de la banda, a menudo retratado como alguien «superinteligente» y con memoria fotográfica. Los segundos al mando eran los hermanos Doc y Fred Parker, quienes salieron de prisión y se unieron inmediatamente a Karpis en Minnesota. No obstante, entre la población corrió el rumor de que la cabeza pensante detrás del grupo de gángsters era en realidad Ma Barker, idea amparada en gran parte por el FBI.

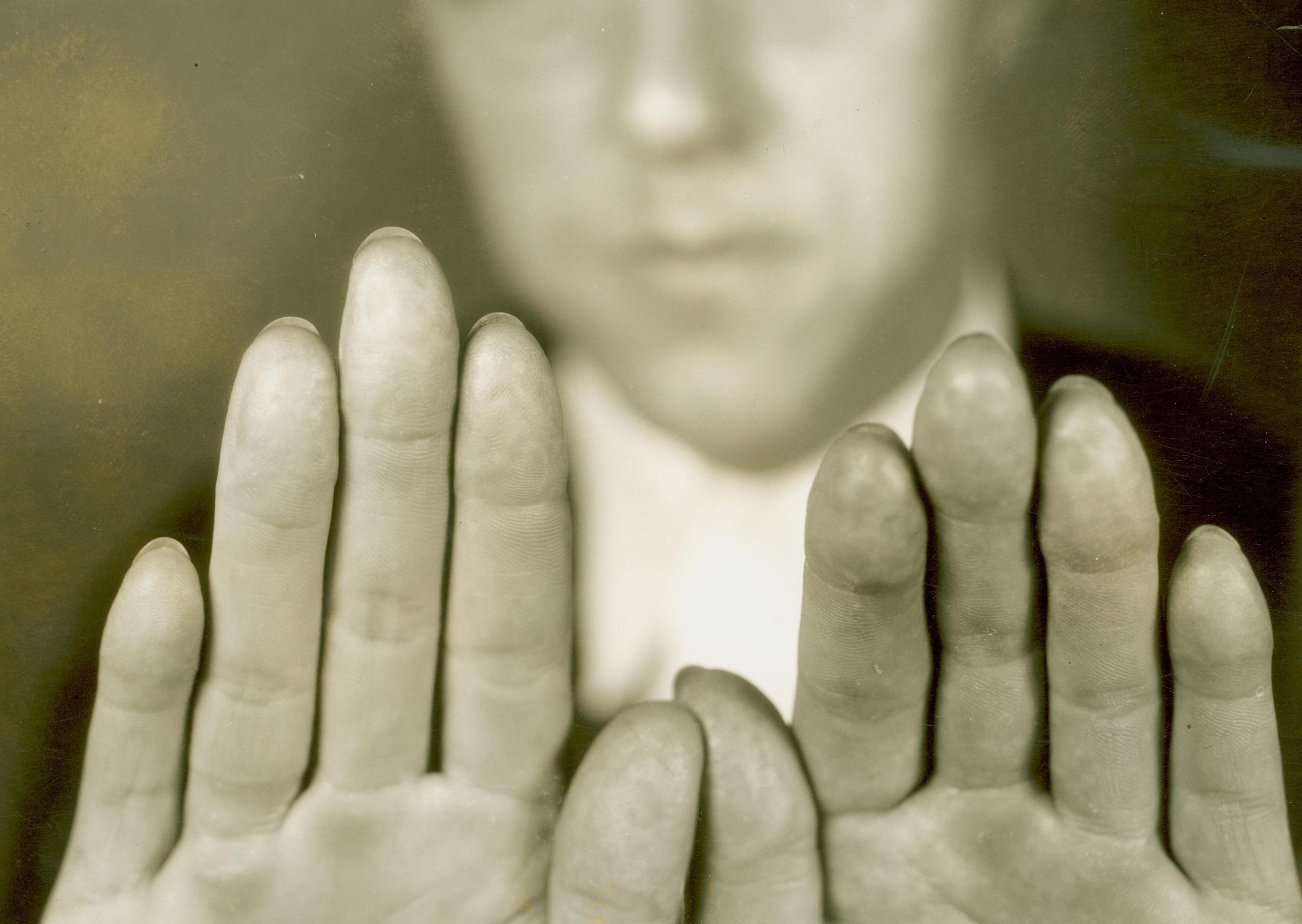
Karpis se hizo quitar las huellas dactilares en 1934.

En 1933, el mismo fin de semana de la masacre de Kansas City, la banda criminal secuestró a William Hamm, un cervecero millonario de Minnesota, a la salida de su oficina. Tras pagar un rescate de 100.000 dólares, Hamm fue liberado. Poco después repitieron la operación pero esta vez con el banquero Edward Bremer, que fue liberado tras el pago de 200.000 dólares por parte de su familia. El lucrativo negocio de los secuestros supuso el fin de la banda, pues el padre de Bremer era amigo del presidente Franklin D. Roosevelt, quien exigió al FBI y a las oficinas de policía locales a que dieran caza y captura a los implicados en este tipo de delitos con mayor severidad. Para ese entonces, el FBI había organizado un grupo de agentes altamente cualificados y eficaces llamados «escuadrones voladores», especializados en dar caza a los principales enemigos públicos; solo en 1934 murieron John Dillinger, Bonnie y Clyde, Charles «Pretty Boy» Floyd, Lester «Baby Face Nelson» Gillis, John «Red» Hamilton, Homer Van Meter, Tommy Carroll y Eddie Green.
Justo después de la muerte de Ma y Fred en un tiroteo con el FBI el 16 de enero de 1935, Karpis estuvo a punto de encontrar su propio final cuando las autoridades lo localizaron en Atlantic City, Nueva Jersey. Karpis y su secuaz Harry Campbell consiguieron escapar en mitad del tiroteo, aunque su novia Dolores Delaney, embarazada de ocho meses, fue alcanzada en el muslo por un disparo. Delaney fue capturada y dio a luz a un niño, que fue posteriormente adoptado por los padres de Karpis. Karpis y Campbell se escondieron durante varios meses con la prostituta Edith Barry.
Karpis continuó sus crímenes con otros delincuentes de poca monta, pero tuvo que mantenerse en constante movimiento más que nunca, ya que era el cuarto y último de los Enemigos Públicos Número Uno del FBI; los tres anteriores (John Dillinger, Pretty Boy Floyd y Baby Face Nelson) ya habían sido asesinados. En esta época logró llevar a cabo un crimen que recordaba a los tiempos del Viejo Oeste: un atraco a un tren en Garrettsville, Ohio, con el que se hizo con un botín de 27.000 dólares. Después de la muerte de Ma y Fred, Karpis supuestamente envió un mensaje al jefe del FBI J. Edgar Hoover diciéndole que tenía la intención de matarle de la misma manera que Hoover había matado a Ma y Fred. Según Karpis en su libro The Alvin Karpis Story, la amenaza de muerte fue un rumor iniciado por el propio Hoover.

## Captura y juicio
En abril de 1936, Hoover tuvo una audiencia en el Senado de los Estados Unidos donde el senador de Tennessee Kenneth McKellar arremetió contra él por su mala coordinación del FBI y por el hecho de que el propio Hoover nunca hubiera detenido personalmente a nadie. Tras la audiencia, Hoover juró que capturaría a Karpis personalmente. Menos de un mes más tarde, el 1 de mayo de 1936, el FBI localizó a Karpis en Nueva Orleans, y Hoover voló hasta allí para encargarse él mismo de la detención. Poco después de las 5 de la tarde del 2 de mayo, mientras una docena de agentes se arremolinaban sobre el coche de Karpis, Hoover anunció a Karpis que estaba detenido.
Se han difundido varias versiones sobre su detención. La versión de Karpis, relatada en sus memorias, fue que Hoover apareció una vez que Karpis estaba completamente rodeado, después de que los agentes le avisaran de que era seguro acercarse a él, que ya se había rendido. La versión oficial del FBI afirma que Hoover abrió la puerta del automóvil y agarró a Karpis antes de que este pudiera alcanzar un rifle que había en el asiento trasero. Esta versión no se sostiene por el hecho de que el vehículo, un Plymouth cupé, no tenía asiento trasero. La escena fue aún más confusa cuando Hoover ordenó a sus hombres que «le pusieran las esposas»; ningún agente había traído esposas y Karpis tuvo que ser atado con la corbata de un policía. La captura de Karpis catapultó a Hoover a la opinión pública y puso fin a la era de los grandes criminales de la Gran Depresión. Además de los mencionados anteriormente, otros asesinados violentamente en la década de 1930 fueron Jack «Legs» Diamond, Vincent «Maddog» Coll, Frank «Jelly» Nash y Dutch Schultz.
Karpis fue juzgado en el edificio de los tribunales federales de St. Paul (actualmente Landmark Center). En un principio, Karpis se declaró inocente. Dos semanas más tarde, Karpis ofreció «a través de su abogado, Thomas Newman, declararse culpable de la conspiración de Bremer» si se retiraban los cargos de secuestro. El tribunal aceptó la oferta.

## Encarcelamiento

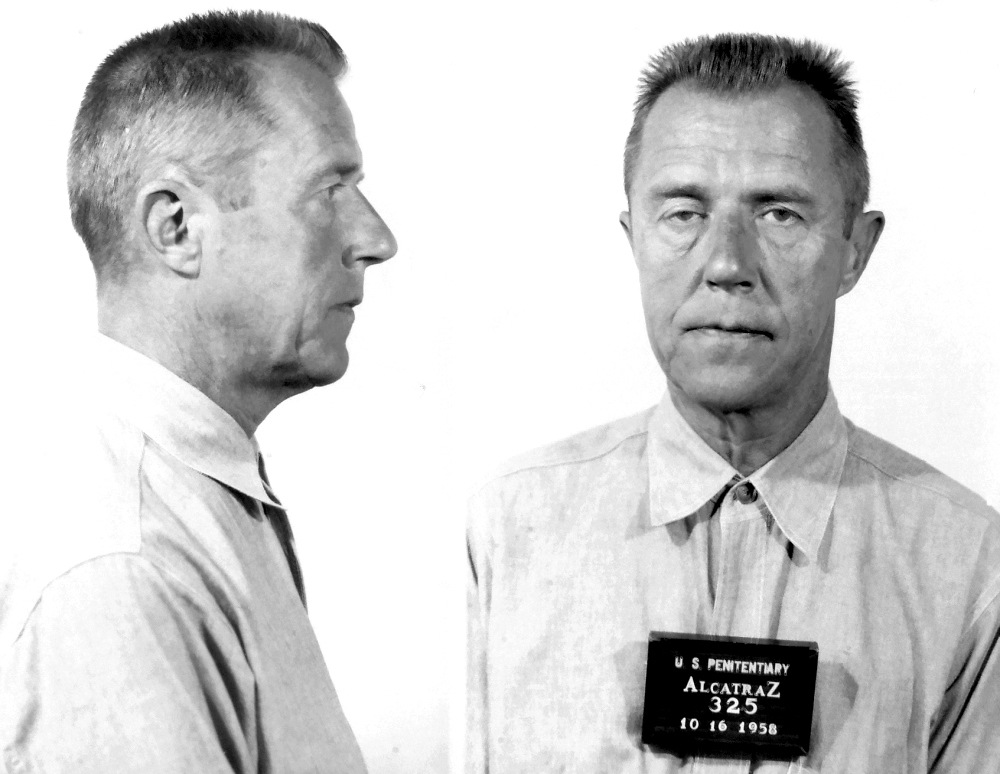
Foto policial de Karpis en 1958.

Condenado a cadena perpetua, Karpis fue encarcelado en la entonces recién construida Prisión Federal de Alcatraz, desde agosto de 1936 hasta abril de 1962. Durante seis meses en 1958, fue trasladado a la cárcel federal de Leavenworth, pero luego fue devuelto a la isla de Alcatraz. Su principal empleo en Alcatraz era trabajar en la panadería. No era ni mucho menos un preso modelo, ya que se peleaba a menudo con otros reclusos. Karpis cumplió la condena más longeva de todos los presos de Alcatraz: veintiséis años.
En abril de 1962, cuando Alcatraz estaba a punto de cerrarse, fue trasladado al Centro Correccional de la isla de McNeil, en el estado de Washington. Durante su estancia en McNeil, Karpis conoció a un joven Charles Manson, a quien le enseñó a tocar la guitarra. «Un chico se me acerca para pedirme clases de música. Quiere aprender a tocar la guitarra y convertirse en una estrella de la música. El "pequeño Charlie" es tan perezoso y vago que dudo que dedique el tiempo necesario para aprender a tocar la guitarra», llegó a decir de él. No obstante, cuando Manson empezó a dominar dicho instrumento musical, pidió ayuda a Karpis para conseguir trabajo tocando en locales de Las Vegas, ya que Karpis tenía contactos con propietarios de clubes nocturnos y casinos. Manson le dijo que sería más grande que The Beatles, pero Karpis decidió no apoyar a Manson y dejarle solo a su suerte en lo referente a su carrera musical.

## Últimos años
Karpis fue puesto en libertad condicional en 1969 y deportado a Canadá, aunque al principio tuvo dificultades para obtener la credencial de pasaporte canadiense, ya que el médico del hampa Joseph Moran le había borrado las huellas dactilares en 1934. Se estableció en su ciudad natal, Montreal.
Escribió sus primeras memorias en 1971, mientras que otro libro más se publicó en 1980, un año después de su muerte. Durante su primera gira de presentación por Canadá de su autobiografía Public Enemy Number One para McClelland & Stewart (publicado en Estados Unidos como The Alvin Karpis Story), Karpis, con más aspecto de contable que de gángster, seguía mostrando un seco sentido del humor: en Edmonton, Alberta, mientras llevaba a Karpis de una entrevista a otra con los medios de comunicación, la representante de M&S Book Ruth Bertelsen se detuvo en su banco. Al preguntarle si quería entrar con ella, Karpis respondió: «No, querida. Tú ocúpate de la cámara acorazada. Yo conduciré».
Se mudó a España en 1973. El 26 de agosto de 1979 fue encontrado muerto en su domicilio de Torremolinos, en Andalucía, por lo que en un principio las autoridades consideraron un suicidio, ya que se encontraron somníferos junto a su cuerpo, pero más tarde se dictaminó que había fallecido por causas naturales. Robert Livesey, coautor del libro de Karpis de 1979, afirmó que Karpis no tenía inclinaciones suicidas. Livesey dijo que Karpis era un superviviente, que había cumplido 33 años de prisión, y también afirmó que esperaba la publicación del libro. Livesey creía que su última novia, Nancy, había introducido a Karpis en el mundo de las pastillas y el alcohol con el fin de relajarle, y quizás Karpis se excedió accidentalmente en una ocasión, con consecuencias fatales. No se le practicó la autopsia y fue enterrado al día siguiente en el cementerio de San Miguel de Málaga.